# Paul Wolff
Pour les articles homonymes, voir Wolff.
Paul Wolff est un photographe allemand, né le 19 février 1887 à Mulhouse (Alsace-Lorraine) et mort le 10 avril 1951 à Francfort-sur-le-Main.
Précurseur dans l’utilisation du Leica et de la photographie au format 24 × 36, il a été avec son associé Alfred Tritschler, un des photographes les plus connus d’Allemagne des années 1920 aux années 1940.

## Biographie
Paul Wolff naît le 19 février 1887 à Mulhouse en Alsace, alors dans le Reichsland Elsaß-Lothringen.
Il fait des études de médecine et passe son doctorat à Strasbourg en 1914. Il est médecin militaire pendant la Première Guerre mondiale. Expulsé d’Alsace en 1919, il s’installe à Francfort-sur-le-Main et découvre la photographie.  
Il fait la connaissance d’Oskar Barnack, l’inventeur du Leica et devient le pionnier du 24 × 36. Célèbre pour ses reportages industriels, notamment dans le domaine de l’automobile, Paul Wolff fut aussi écrivain. 
En 1927, Paul Wolff s’associe avec le photographe Alfred Trischler. Ils fondent l'agence photo « Historisches Bildarchiv Dr. Paul Wolff & Tritschler  » à Francfort-sur-le-Main, qui devient l'une des agences photo les plus prospères d'Allemagne, en particulier dans les années 1930 et 1940. Elle était particulièrement reconnue dans le domaine de la photographie industrielle et publicitaire.  
En 1935, Wolff devient membre de la Gesellschaft Deutscher Lichtbildner e.V. (GDL).
En 1934 paraît le livre Mes expériences avec le Leica. La même année, il entreprend un voyage dans la région de la Sarre. 
En 1936, Paul Wolff et Alfred Tritschler assistent aux Jeux Olympiques d'été de 1936 et font paraître l’ouvrage « Ce que j'ai vu aux Jeux Olympiques de 1936 » édité en quatre langues. Wolff obtient un contrat avec l’entreprise Leitz de Wetzlar, qui produit le Leica, qui lui commande des photographies pour une exposition intitulée Die Kamera. 
En 1940 Alfred Tritschler et Paul Wolff publient leur premier ouvrage de photographies industrielles. Ils ont également traité très tôt de la nouvelle photographie couleur et publient la même année Mes expériences en couleurs avec le Leica.
Après la mort de Paul Wolff le 10 avril 1951 à Francfort-sur-le-Main, à l’âge de 64 ans, Alfred Tritschler continue de diriger l'agence de photographie seul jusqu'en 1963.

## Expositions
- 2019 : Dr. Paul Wolff & Tritschler, Pionniers du Leica, Musée Ernst Leitz, Wetzlar.
- 2024 : Dr. Paul Wolff (1887-1951) : l'Homme au Leica, rétrospective consacrée à un pionnier de l'usage du Leica et représentant de la nouvelle objectivité en photographie, Pavillon populaire, Montpellier, du 17 janvier au 14 avril 2024 [3].
- 2024 : Paul Wolff : l’expérience photographique, l’image éditée du 14 septembre au 30 novembre 2024, Bibliothèque municipale, Mulhouse

## Publications
En français
- Les Jeux olympiques Berlin 1936 : Dr Paul Wolff, pionnier du Leica, Ronald Hirlé, 1999,  (ISBN 978-2910048723)

En anglais
- Hans Michael Koetzle, Dr. Paul Wolff & Tritschler: Light and Shadow  Photographs from 1920 to 1950, Kehrer Verlag, 2018,  (ISBN 978-3868288810)

En allemand
- Alt-Straßburg. 30 Reproduktionen nach Aufnahmen von Paul Wolff. Rasch, Straßburg 1912.
- Alt-Straßburg. 36 Reproduktionen nach Aufnahmen von Paul Wolff. Neue Folge. Rasch, Straßburg 1914.
- Alt-Frankfurt. Vierzig Bilder nach Aufnahmen von Paul Wolff. Englert & Schlosser, Frankfurt 1923.
- Aus Zoologischen Gärten. Lichtbildstudien. Langewiesche, Königstein i. Ts. 1929. Nachauflagen bis 1965.
- Formen des Lebens. Botanische Lichtbildstudien. Vorbemerkungen und Hinweise von Martin Möbius. Langewiesche, Königstein i. Ts. 1931. Nachauflagen 1933, 1935, 1940 und 1957 (letztere überarbeitet von Friedrich Markgraf); 2002 Reprint der Erstausgabe, hrsg. v. der Albertina in Wien mit einführendem Essay von Rainer Stamm sowie S. 137–160 Anhang zur Editionsgeschichte nebst Dokumentation aller Rezensionen, Dokumentation ausgeschiedener, hinzugekommener und vorgesehener Aufnahmen,  (ISBN 978-3-7845-2480-1).
- Meine Erfahrungen mit der Leica. Ein historischer Querschnitt aus fast 10 Jahren Leica-Photographie. Bechhold/Inh. Breidenstein, Frankfurt am Main 1934.
- Ins Land der Franken fahren … Eine Mainreise. Bilder von Paul Wolff. Verhagen & Klasing, 1934.
- Sonne über See und Strand. Bechhold, Frankfurt am Main 1936.
- Skikamerad Toni. Winterfahrten um Garmisch-Partenkirchen. 1936.
- Was ich bei den Olympischen Spielen 1936 sah. 1936.
- avec Alfred Tritschler (Fotos), Carl Wiskott (Texte) : Griechenland im Auto erlebt. Bruckmann, München 1936.
- avec Alfred Tritschler (Fotos), Paul Georg Ehrhardt (Texte) : Arbeit! Volk und Reich, Berlin 1937.
- Grossbild oder Kleinbild? Ergebnisse einer Fotofahrt durch Franken an die Donau. Bechhold/Inh. Breidenstein, Frankfurt am Main 1938.
- Kleine Italienfahrt. Ein Bilderwerk von Paul Wolff. Specht, Berlin 1938.
- Im Kraftfeld von Rüsselsheim. Mit 80 Farbfotos von Paul Wolff. Knorr und Hirth, München 1940.
- avec Alfred Tritschler (photos), Alfons Paquet (Texte) : Der Rhein. Vision und Wirklichkeit. Düsseldorf 1940.
- Meine Erfahrungen… farbig. Breidenstein, Frankfurt am Main 1942.
- avec Alfred Tritschler (photos), Adolf Reitz (Texte) : Vorstoß ins Unsichtbare. Ulm 1948.
- avec Alfred Tritschler (photos), Eberhard Beckmann (Texte) : Germany. A series of photos of the U.S.-Zone, its towns and villages, their past and present. Frankfurt am Main 1948. 2. Auflage 1949.
- avec Alfred Tritschler (photos), Erich Walch (Texte): Schönheit am Wege. Heering, Seebruck am Chiemsee 1949.
- avec Alfred Tritschler, Hans Saebens (Fotos), Eberhard Beckmann, Harald Busch (Texte): Deutschland: Süden, Westen, Norden. Ein Bildband von dt. Landschaft, ihren Städten, Dörfern u. Menschen. Frankfurt am Main 1950.